# Monterey Jack

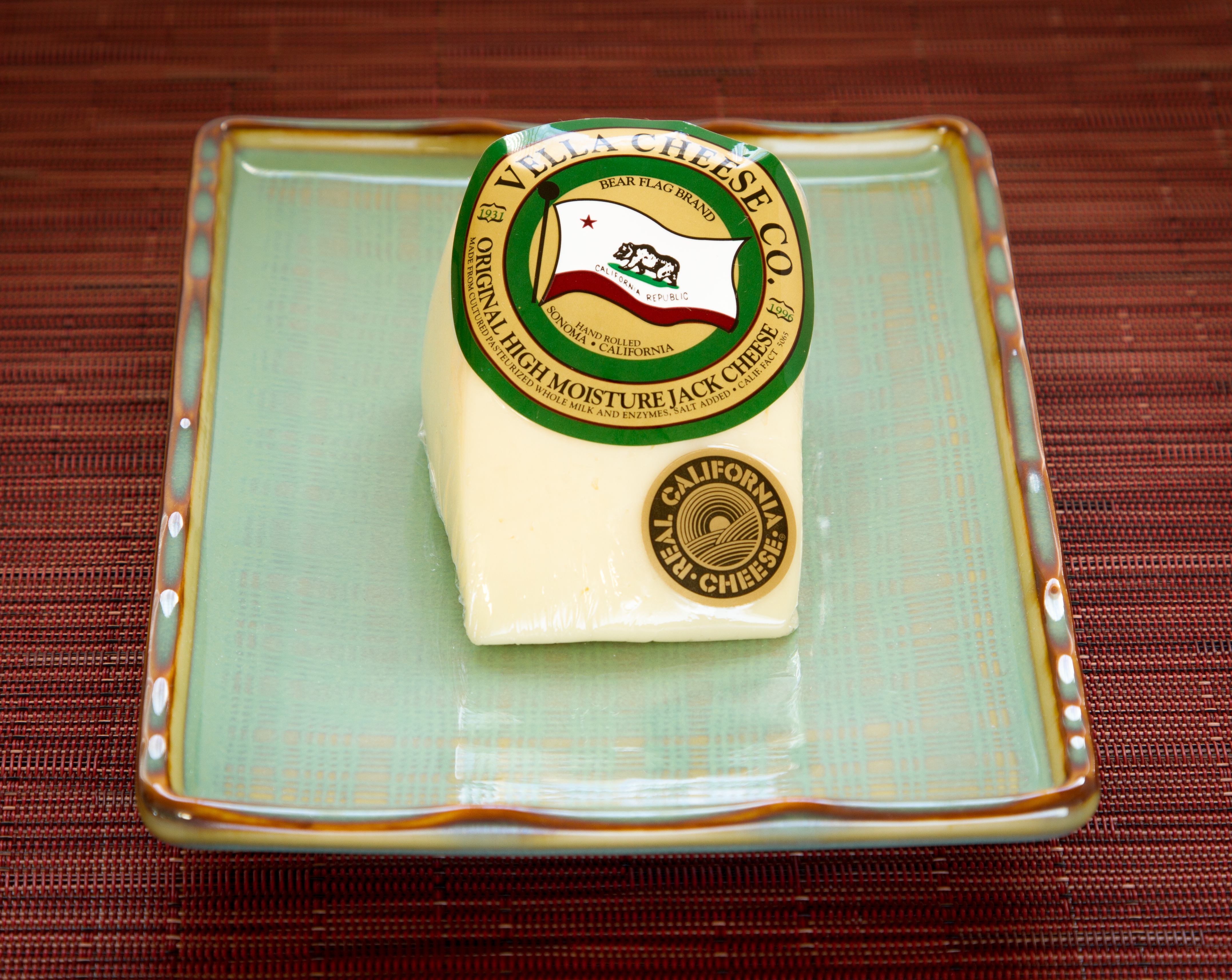
Monterey Jack (Young Jack)

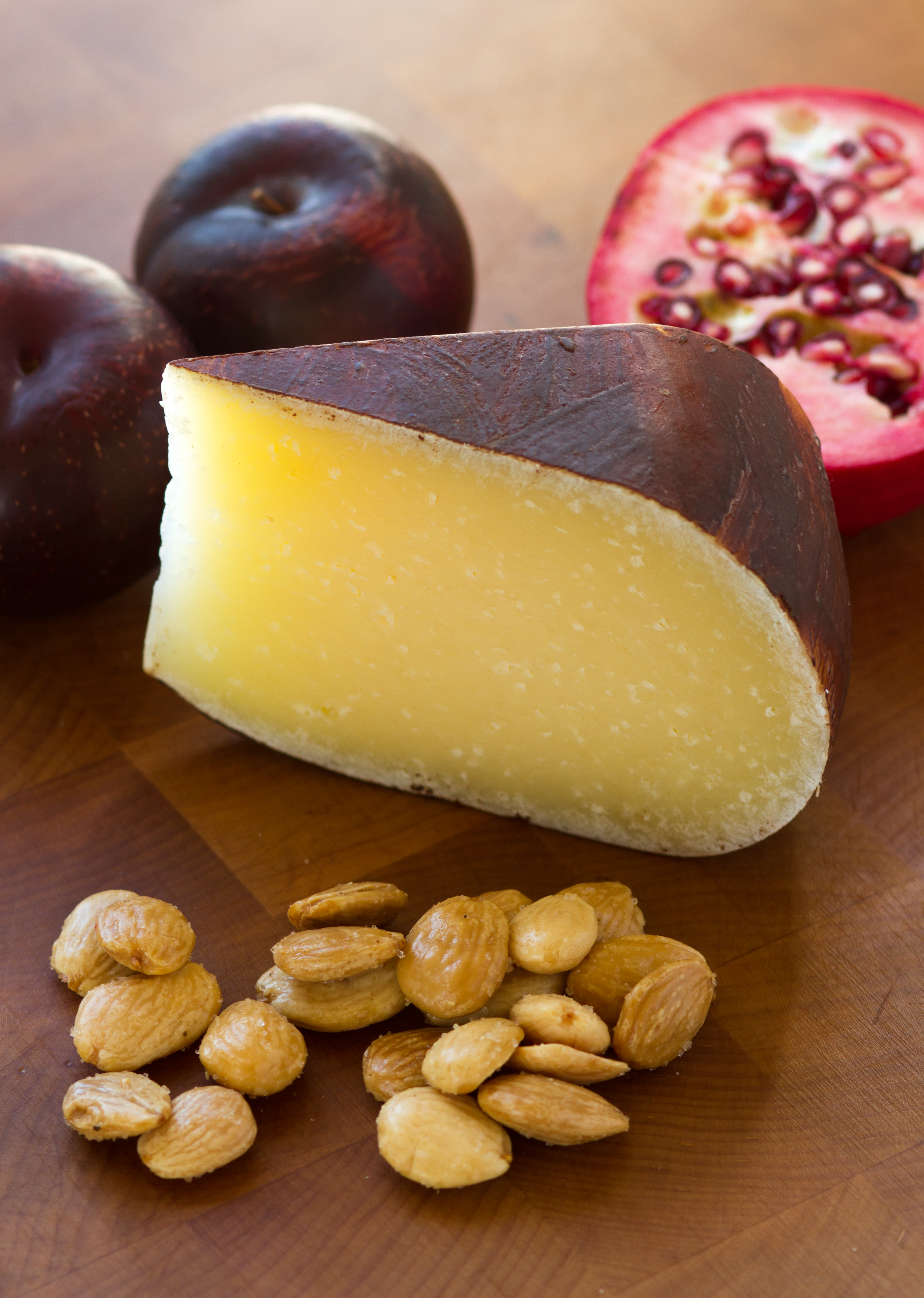
Dry Jack

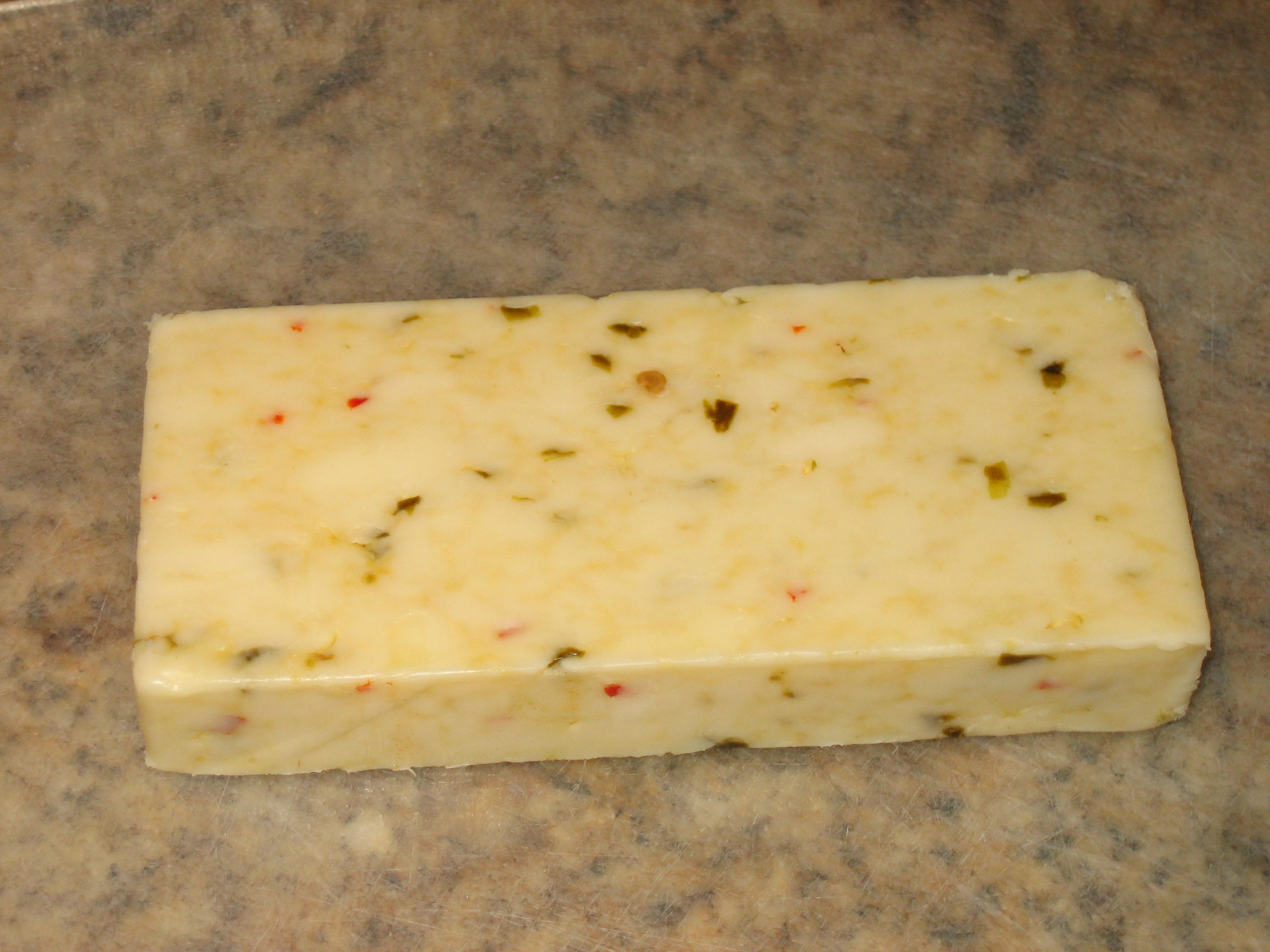
Pepper Jack

Monterey Jack lub Jack cheese – półtwardy ser przygotowywany z mleka krowiego produkowany w Monterey w stanie Kalifornia w USA. Ma bardzo niską zawartość tyraminy, związku organicznego, któremu przypisuje się wywoływanie migreny.

## Wygląd
Ser Monterey Jack ma blado żółty kolor, ale istnieje odmiana marmurkowa pomarańczowo-biała, która powstaje ze zmieszania go z serem Colby i nosząca nazwę Colby-Jack. Okres dojrzewania wynosi ok. miesiąca, ale powstała na początku XX wieku odmiana twarda leżakuje sześć miesięcy. 

## Historia
Początkowo był produkowany przez przybyłych w XIX wieku z Meksyku Franciszkanów, ale w II połowie tego stulecia kupiec i inwestor finansowy David Jack rozpoczął jego masową produkcję. Wersja handlowa ma postać łagodnego sera, początkowo nazywanego "Jack cheese", a w późniejszym czasie "Monterey Jack". Nazwa powstała z połączenia nazwy miejsca produkcji i imienia kupca, mylnie jest przypisywana meksykańskiemu miastu Monterrey.

## Warianty
W 1915 powstała odmiana "Dry Jack", jest to ser twardy, który posiada cechy bardzo podobne do parmezanu. O jej istnieniu zadecydował przypadek, hurtownik z San Francisco otrzymał świeży ser Monterey Jack, który miał zostać wysłany do Europy. Po wybuchu I wojny światowej regularny transport został zaburzony i ser przeleżał w magazynie pół roku, w tym czasie stwardniał. Po rozkrojeniu cylindrycznych brył okazało się, że zmienił swoje właściwości i mógł zastąpić sery typu parmezan.
Istnieje również wersja "Pepper Jack", która jest serem Monterey Jack połączonym z papryczkami 
chilli. Jest stosowana do przygotowywania quesadilla, ale można ją traktować jako dodatek do pieczywa lub samodzielną przekąskę. 
Inne rodzaje to ser Monterey Jack z pesto lub z czosnkiem, ale ich produkcja jest na tyle niewielka, że są sprzedawane na rynku lokalnym.